# Delia quadrilateralis
Delia quadrilateralis este o specie de muște din genul Delia, familia Anthomyiidae, descrisă de Fan și Zhong în anul 1982. Conform Catalogue of Life specia Delia quadrilateralis nu are subspecii cunoscute.